# Szymocice Wąskotorowe
Szymocice Wąskotorowe – nieczynna wąskotorowa stacja kolejowa w Szymocicach zlokalizowana w kilometrze 52,9 linii kolejowej Bytom Karb Wąskotorowy - Markowice Raciborskie Wąskotorowe Górnośląskich Kolei Wąskotorowych, otwarta w roku 1902. W latach 1902–1945 odcinek, na którym znajduje się ta stacja, był częścią kolei Gliwice Trynek - Rudy - Racibórz. W 1945 roku żołnierze radzieccy podpalili budynek stacji, którego już później nie odbudowano. Ponadto rozebrano również tory kolejowe, które odbudowano dopiero po kilku latach. Po II wojnie światowej stację zamknięto dla potrzeb technicznych (zlikwidowano stanowisko dyżurnego ruchu) – zamiast stacji funkcjonowała już jedynie ładownia z jednym torem odgałęzionym od głównego.